# Медаль «За зимову кампанію на Сході 1941/42»
Медаль «За зимову кампанію на Сході 1941/42» (нім. Winterschlacht Im Osten) — військова медаль Третього Рейху, що була заснована 26 травня 1942 року для нагородження військовослужбовців Вермахту, що брали участь у боях на Східному фронті в період з 15 листопада 1941 по 15 квітня 1942. Метою нагородження було відзначити труднощі, які зазнали німецькі солдати, офіцери та генерали, й їх союзники під час особливо суворої зими в Росії в 1941/1942 році. Через жахливі умови в яких велись бойові дії постраждалі на цьому фронті німецькі солдати дали назву медалі мороженого м'яса (нім. Gefrierfleischorden).

## Галерея

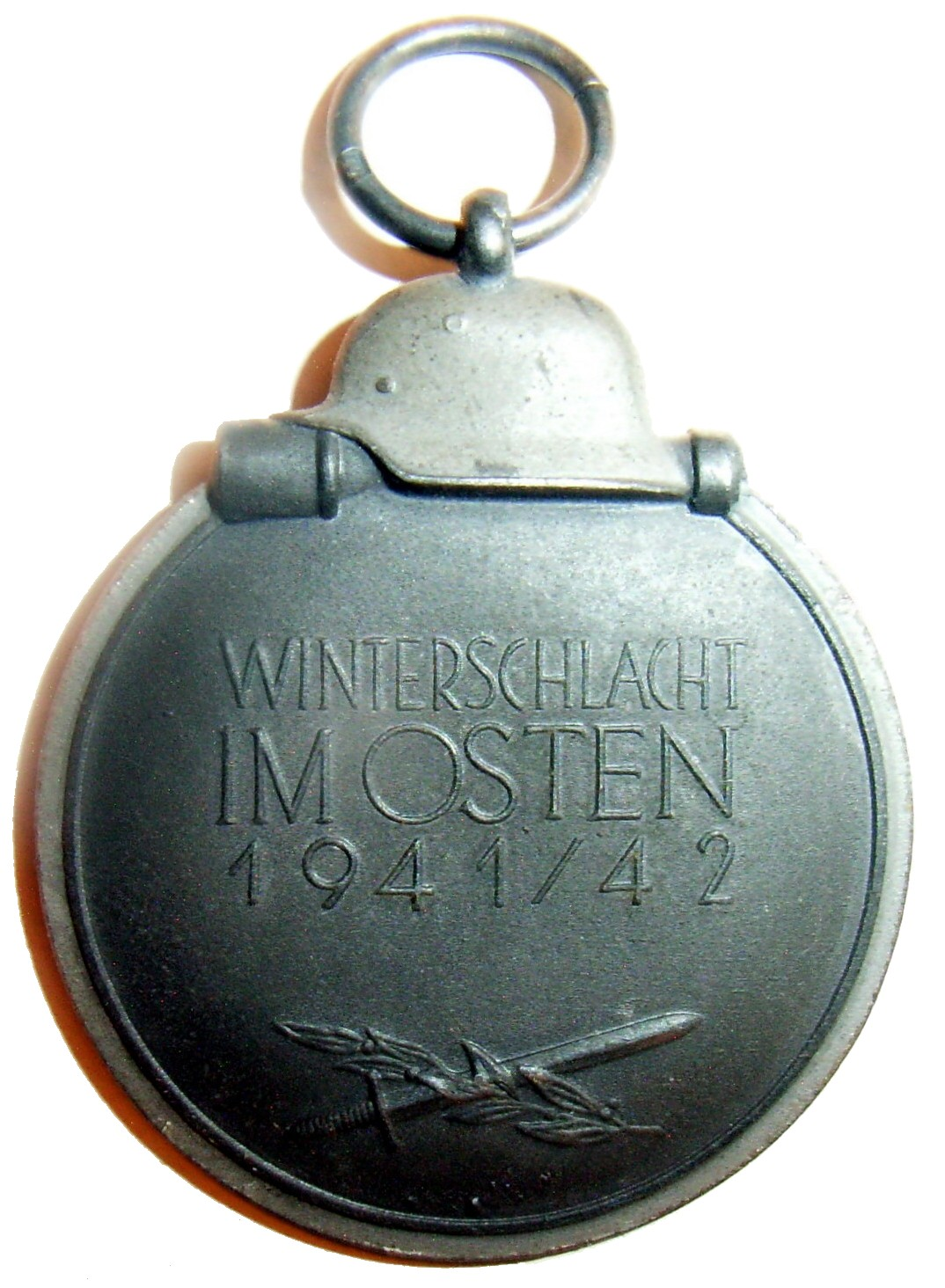
Реверс медалі.
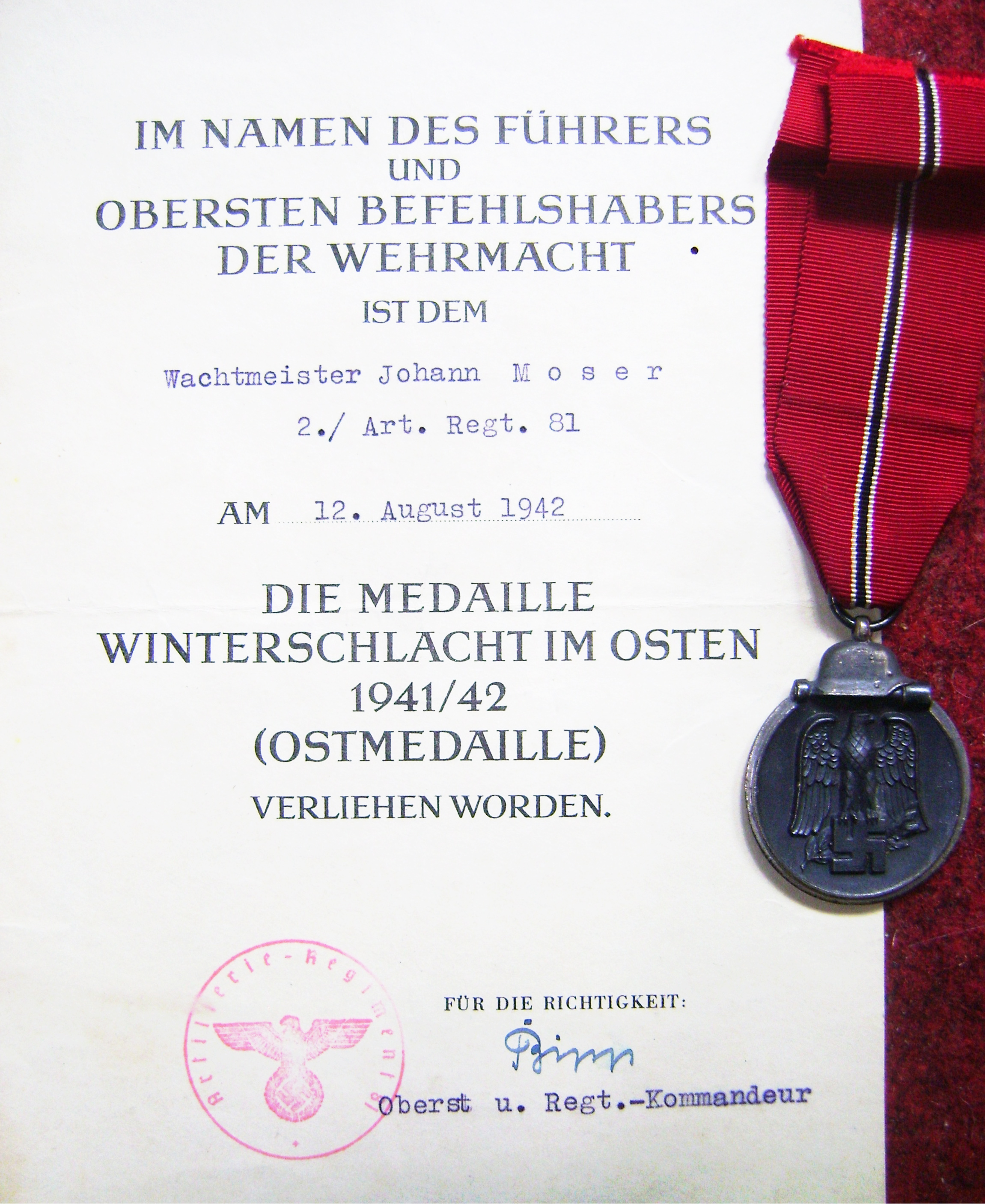
Нагородний сертифікат.
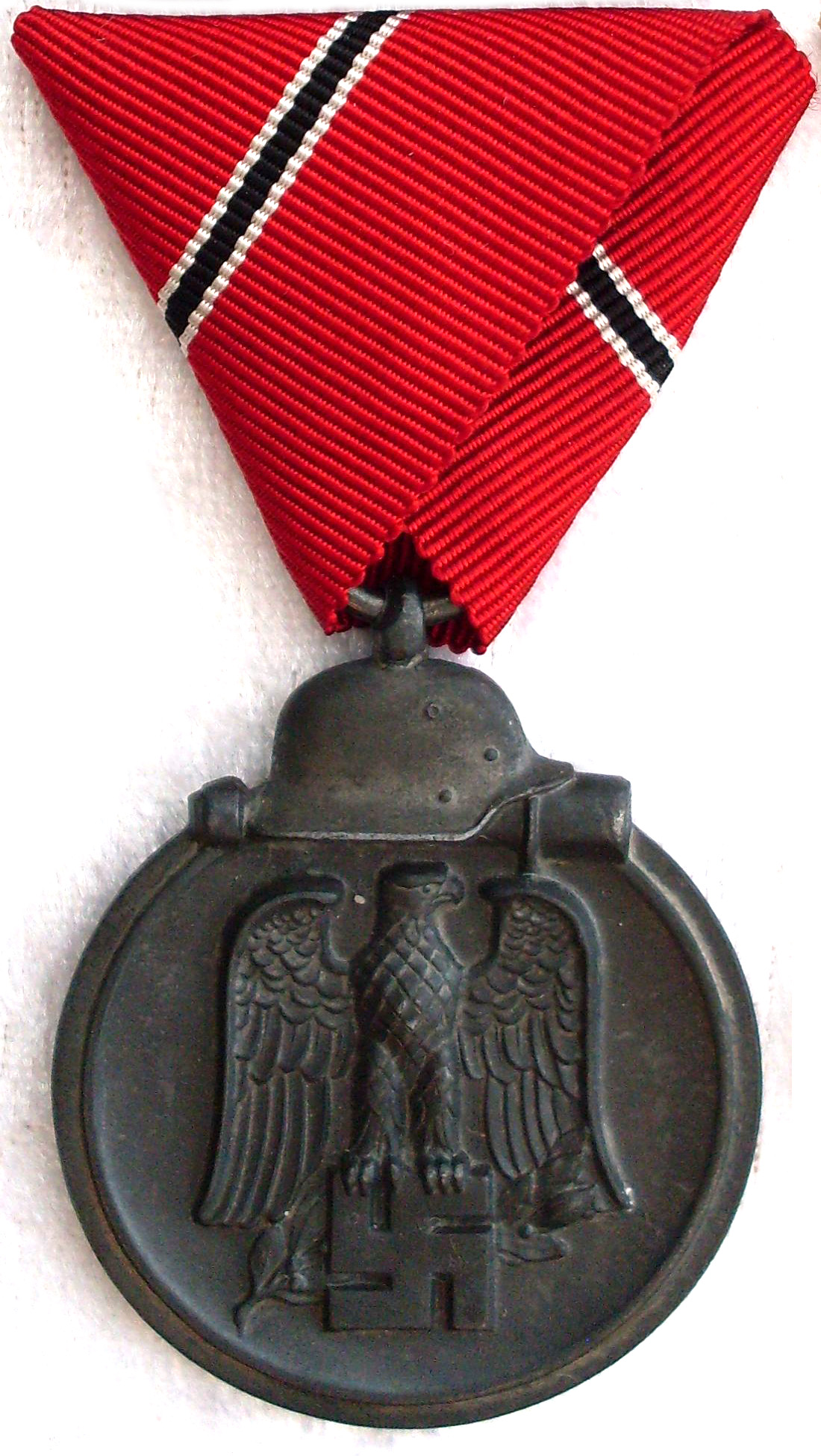
Медаль на трикутній колодці.
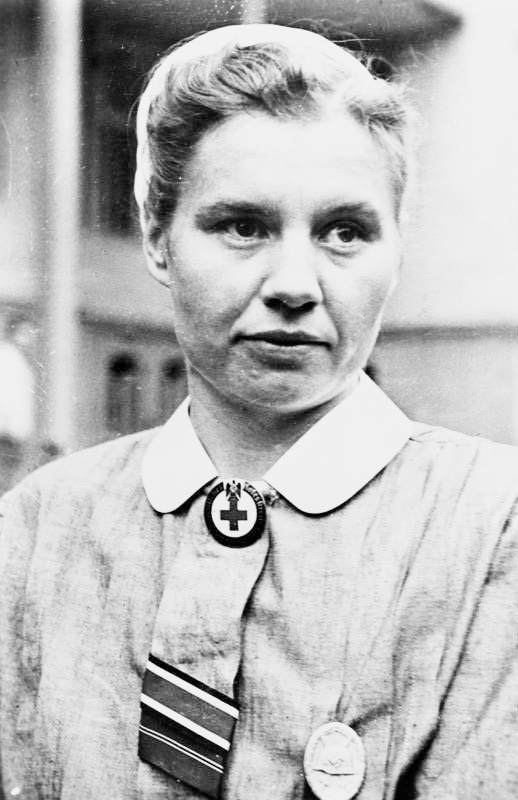
Медсестра Німецького Червоного Хреста Ельфріда Внук із стрічкою медалі.
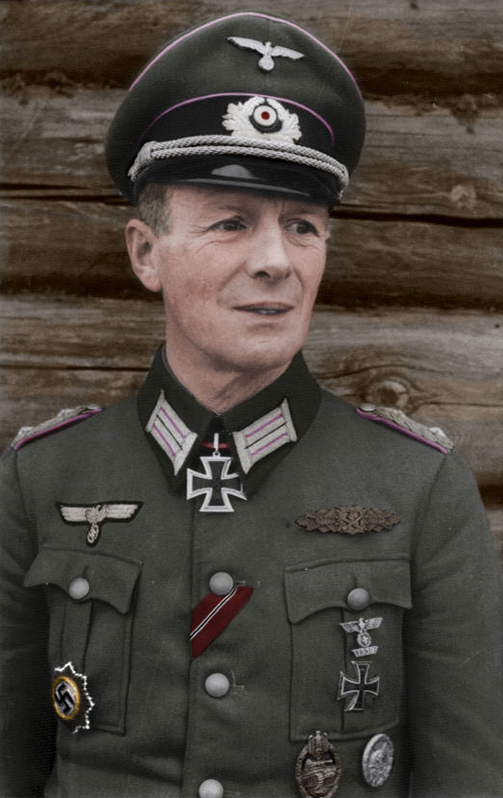
Оберст Гергард Шмідтгубер (січень 1944). В петельці форми помітна стрічка медалі.
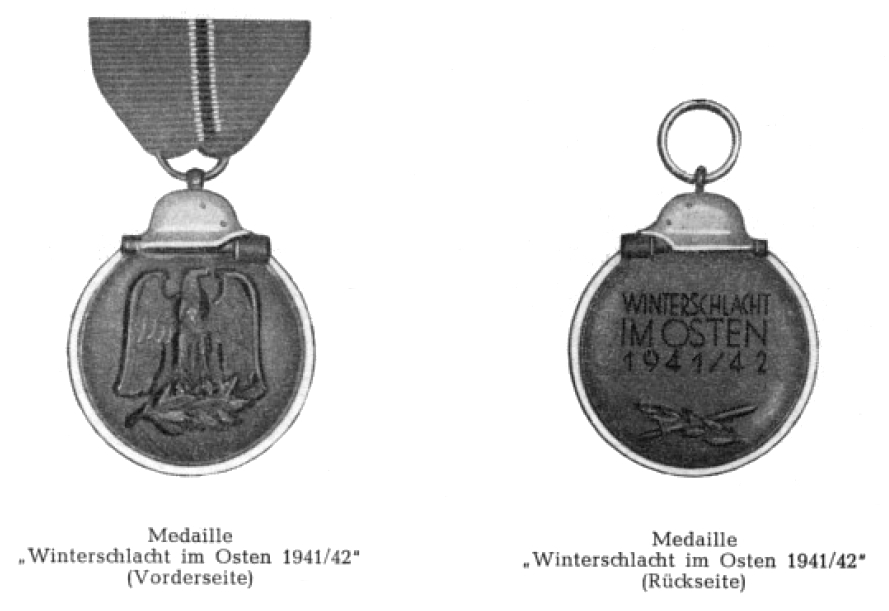
Денацифікований варіант медалі.